# 中国啤酒

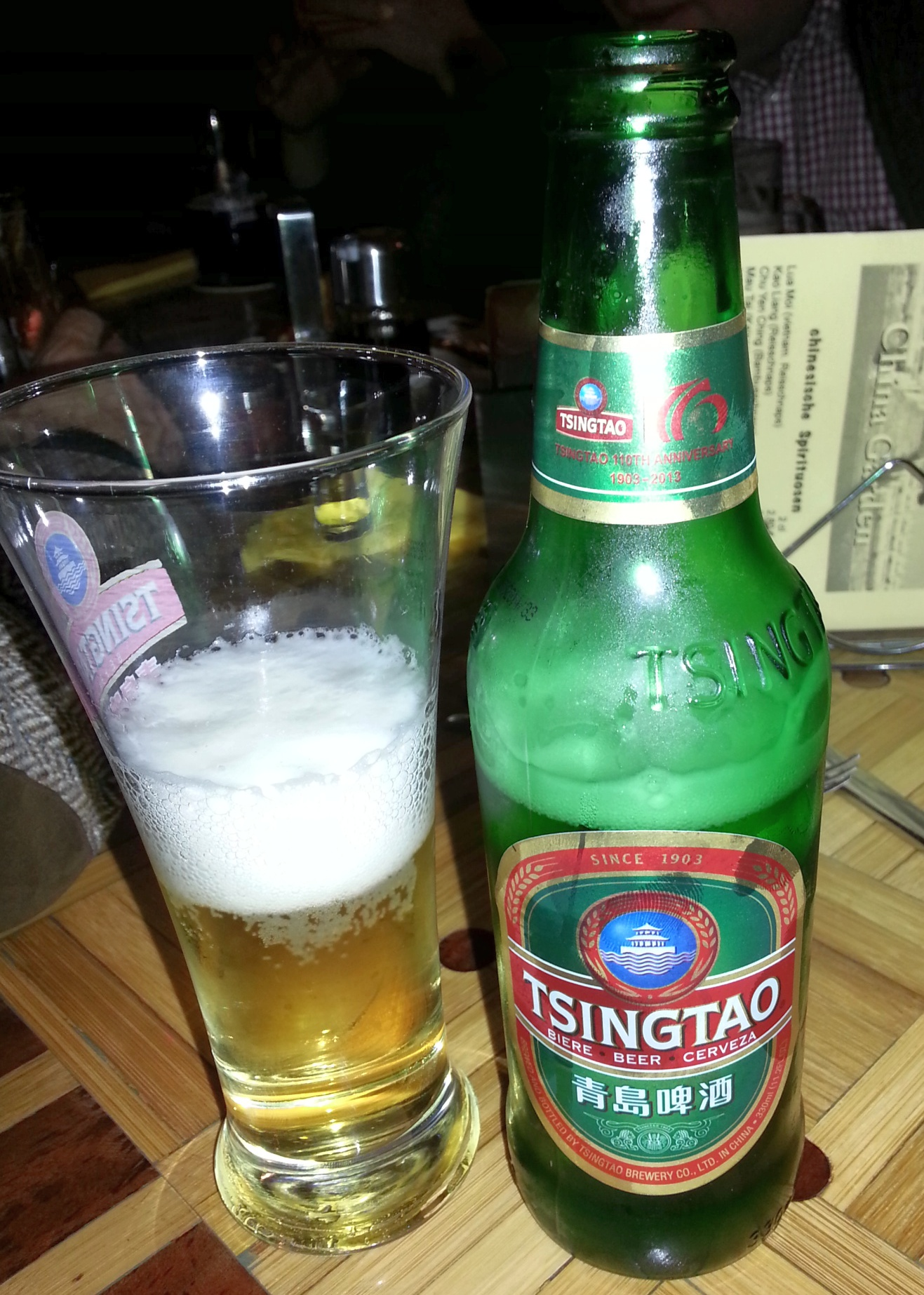
青岛啤酒，中国啤酒代表性品牌之一。

啤酒于19世纪末进入中国。根据一项2017年的统计，中国是世界上啤酒消费量最大的国家，总消费量约4014.3kL。在中国，许多大小城市都有本地的啤酒品牌，一些国内外品牌啤酒也销往全国各地。
中国的啤酒以拉格啤酒为主，制作工艺大多类似于所谓“美国拉格”，多使用大米或其它含淀粉作物（有些甚至直接使用淀粉），酒精度和麦汁浓度普遍偏低，一般为佐餐饮用；另外也有厂商生产黑啤及精酿啤酒等。

## 历史
中國周代即有發芽穀物釀醴的工序，有所謂「曲法釀酒、蘖法釀醴」，後因醴味道淡薄，为人所厌，遂至失傳。醴这一饮品被认为与啤酒相似。
19世纪末，西方啤酒传入中国。1900年，俄国人开办的哈尔滨乌卢布列夫斯基啤酒厂（即现在的哈尔滨啤酒）成立，成为中国第一家啤酒厂。此后的1903年，英德合资的盎格鲁-日尔曼啤酒公司在青岛设厂，为青岛啤酒的前身。1915年，北京双合盛啤酒汽水厂（今北京五星青岛啤酒有限公司）投产，以生产五星牌啤酒和汽水为主，为中国第一家中资啤酒厂。早期中国人不习惯饮用啤酒，甚至称之为“马尿”，故当时中国啤酒的消费者主要是外国官员和侨民。
中华人民共和国成立后，中国啤酒产业得到进一步发展。至1979年，中国大陆除西藏外，各省、市、自治区都建立了啤酒厂，一些县也建立了啤酒厂；全国除轻工系统外，其他部们如商业、农业、机械、国防、冶金等都建立了啤酒厂。一些啤酒厂的规模也越来越大，到1980年，中国共生产啤酒68.8万吨。
随着中国啤酒产业不断做大，在高速发展的同时，开始对啤酒的质量和啤酒工业的经济效益更加重视，啤酒工业开始向大型化、集团化方向发展，一些地方啤酒厂被国内或国际大型啤酒企业并购。2002年，中国的啤酒产量约2386.83万吨，首次超过美国，位居世界第一。